# Distretto di Bijapur (Chhattisgarh)
Il distretto di Bijapur è una suddivisione amministrativa del Chhattisgarh, in India. Il suo capoluogo è situato nella città omonima.
Il distretto è stato formato il 28 aprile 2007 separando i comuni (tehsil) di Bijapur e Bhopalpattanam dal distretto di Dantewada.